# Прушиньский, Ксаверий
Францишек Ксаверий Прушиньски(4 декабря 1907 года — 13 июня 1950 года) — польский журналист, публицист, писатель и дипломат.
Он родился в семейном поместье Волыце-Керекешино Волынской губернии Российской империи (современная Хмельницкая область Украины), которое приобрёл у Чацких дед Ксаверия — Мечислав Прушиньский. В 1920 году земли к востоку от реки Збруч отошли к России и Прушиньские потеряли имения в тогдашнем Староконстантиновском уезде (Волыце, Решнёвка, Семеринское, Берегели, Вербородинцы, Бражинцы).
Закончил иезуитскую гимназию в Хырове в 1927 году, получив аттестат зрелости. В Ягеллонском университете изучал право, в 1931 году получил диплом. Во время обучения он был председателем (1927—1931) «Академического круга пограничья», вступил в консервативную организацию Myśl Mocarstwowa («Имперская мысль»), в которой оставался до 1933 года. Был руководителем краковского отделения «Myśl Mocarstwowa». Первые статьи Ксаверий Прушиньский опубликовал в связанных с этой организацией изданиях: Dzień Akademicki и Civitas Academica. Предметом изучения он выбрал средневековое немецкое право, которое преподавал историк права и библиограф профессор Станислав Эстрайхер. В 1929 году он стал у Эстрайхера заместителем ассистента. Мария Мейштович (Maria Meysztowicz) стала его женой.
Ксаверий Прушиньски путешествовал по всей Европе, направляя свои статьи в ведущие польские газеты. Он стал работать в редакции краковской газеты Czas («Время»), сначала корректором, потом — обозревателем зарубежной прессы, а с 1930 года стал автором репортажей. Первой стала серия репортажей из Венгрии. В 1932 году Прушиньски выпустил свою первую книгу Sarajewo 1914, Szanghaj 1932, Gdańsk 193? («Сараево 1914, Шанхай 1932, Гданьск 193?»), в которой заявил, что Гданьск может стать поводом для новой европейской войны. В 30-х годах публиковался в журнале Bunt Młodych, который редактировал Ежи Гедройц и был своим среди молодых консерваторов — сторонников Пилсудского, связанных с этим журналом (Адольф Мария Бохенский, Александр Бохенский, Пётр Дунин-Борковский и других).
В 1933 году Ксаверий Прушиньски съездил в Палестину, отправляя материалы о путешествии в вильнюсский еженедельник Słowo. Его книга о Палестине Palestyna po raz trzeci («Палестина в третий раз») вышла в октябре 1933 года. Во время гражданской войны в Испании в 1936 году он был корреспондентом в Мадриде и поддерживал республиканцев. Прушиньски жил в знаменитом отеле «Флорида», в котором жили многие иностранные корреспонденты, включая Эрнеста Хемингуэя и Михаила Кольцова. Он написал об Испании в книге W czerwonej Hiszpanii («В красной Испании»), опубликованной в 1937 году. Перед сентябрём 1939 года он отправлял репортажи из Гданьска. В июле 1939 года его статья появилась на первой полосе специального выпуска Wiadomości Literackie, посвящённого Гданьску.
После вторжения в Польшу немцев в сентябре 1939 года сражался в рядах польской армии на Западе:
- в составе Подхалянской бригады принимал участие в битве при Нарвике (Норвегия, 1940 год);
- в составе 1-й польской бронетанковой дивизии участвовал в Фалезской операции (Франция, 1944 год).

Воевавшим полякам и шотландцам он посвятил книгу Polish Invasion («Польское вторжение»), вышедшую в октябре 1941 года в Лондоне.
Ксаверий Прушиньски был дипломатом польского правительства в изгнании, в 1941—1942 годах он служил пресс-атташе посольства Польши в Куйбышеве. Об этом он написал книгу Russian Year: A Notebook of an Amateur Diplomat («Год в России: записки дипломата-любителя»), опубликованную в мае 1944 года в Нью-Йорке. В СССР он и останавливался в скромном крестьянском жилище, и бывал приглашён на государственный обед к Сталину в Кремль. Газета The New York Times писала, что Прушиньски «обладает такими знаниями русского языка, культуры и истории, какими могут похвастаться очень немногие зарубежные гости Советского Союза. Добавьте к этому острый внимательный взгляд, стиль, который всегда хорош, а местами — просто выдающийся, и вот мы получаем составляющие одной из наиболее содержательных книг о Соююзе, появившихся во время войны».
Прушиньски написал книгу о Гданьске в 1946 году после того, как город был разрушен. В книге он вспомнил о провоенных настроениях жителей Гданьска в 1939 году. В 1948—1950 годах он был послом Польской Народной Республики в Нидерландах. В это время был связан с польской поэтессой Юлией Гартвиг. Он погиб при не выясненных до конца обстоятельствах в автокатастрофе в городе Ринерн, южнее города Хамм, в 90 километрах к северо-востоку от Дюссельдорфа. Его похоронили на Раковицком кладбище в Кракове.
Он был одним из самых активных и эффективных репортеров польских газет, появлялся в «горячих точках» — местах, охваченных войной и оккупацией, везде, где происходило что-то важное. Польский писатель и журналист Рышард Капущинский заявил, что благодаря Прушиньскому репортаж стал не только продуктом глаза, но и продуктом ума.
У него осталось трое детей: Александр, Мария и Станислав (Сташ). Александр (род. 1934 г.) — гражданин Польши и Канады, женился на гражданке Белоруссии, в 2015 году заявил о намерении баллотироваться на пост президента Беларуси, сейчас живёт в Минске. Мария Прушиньская-Бони живёт в Торонто. Станислав Прушиньски, работал журналистом, в частности, на радиостанции «Голос Америки», в Quebec Chronicle Telegraph, The Gazette и The Ottawa Journal (Канада), сотрудничал с польским вещанием «Радио Свободная Европа».
В 1988—1999 годах существовала премия польского ПЕН-клуба имени Ксаверия Прушиньского, присуждавшаяся за литературный репортаж, рассказ и литературное эссе. Премию финансировал брат Ксаверия Мечислав Прушиньски.